# Saint-Pierre-la-Palud
Saint-Pierre-la-Palud este o comună în departamentul Rhône din sud-estul Franței. În 2009 avea o populație de 2.382 de locuitori.

## Evoluția populației
| An        | 1975  | 1982  | 1990  | 1999  | 2006  | 2009  |
| --------- | ----- | ----- | ----- | ----- | ----- | ----- |
| Populație | 1.233 | 1.546 | 1.804 | 1.983 | 2.184 | 2.382 |